# Rita Corday
Pour les articles homonymes, voir Corday.
Rita Corday, née le 20 octobre 1920 à Papeete, Tahiti et morte le 23 novembre 1992 à Century City, Los Angeles, est une actrice américaine dont la carrière au cinéma s'est déroulée dans les années 1940 et 1950. Elle est parfois créditée sous le nom Paula Corday ou Paule Croset.

## Biographie

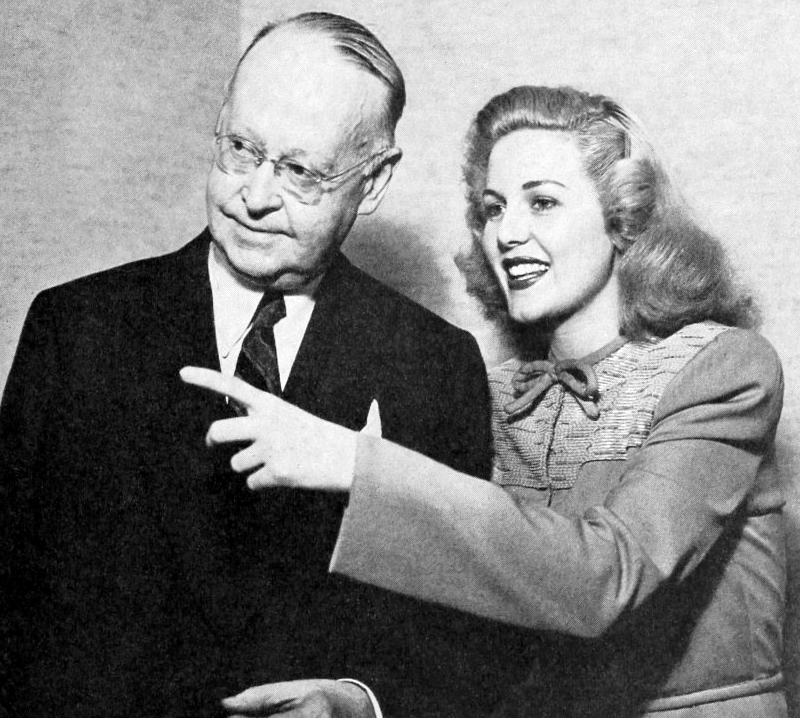
Rita Corday avec le scénariste et critique Norbert Lusk en 1946.

Jeanne Paule Teipo-Ite-Marma Croset nait à Papeete, Tahiti d'un père suisse et d'une mère anglaise. Elle se forme au théâtre en Suisse, à Paris et à Changai. En 1942 elle signe un contrat avec RKO Pictures. Elle se marie avec le producteur Harold Nebenzal en 1947.
Elle meurt en novembre 1992 de complications liées au diabète.

## Filmographie
- 1943 : Les Enfants d'Hitler (Hitler's Children)
- 1943 : Le Faucon pris au piège (The Falcon Strikes Back) : Mia Bruger
- 1943 : Mr. Lucky
- 1943 : Mexican Spitfire's Blessed Event
- 1943 : The Adventures of a Rookie : Ruth
- 1943 :  Gildersleeve on Broadway : Model
- 1943 : Gangway for Tomorrow
- 1943 : Government Girl
- 1943 : The Falcon and the Co-eds : Marguerita Serena
- 1944 : Girl Rush
- 1944 : The Falcon in Hollywood : Lili D'Allio
- 1945 : Pan-Americana de John H. Auer
- 1945 : Le Récupérateur de cadavres (The Body Snatcher) : Mrs. Marsh
- 1945 : What a Blonde : Sonya
- 1945 : The Falcon in San Francisco : Joan Marshall
- 1945 : West of the Pecos : Suzanne
- 1946 : The Truth About Murder : Peggy
- 1946 : Qui veut la peau du Faucon? (en) (The Falcon's Alibi) de Ray McCarey : Joan Meredith
- 1946 :  Dick Tracy contre Cueball : Mona Clyde
- 1947 : L'Exilé (The Exile) : Katie
- 1951 : L'épée de Monte-Cristo (en) (The Sword of Monte Cristo) de Maurice Geraghty : Lady Christiane
- 1951 :  L'Âge d'aimer (Too Young to Kiss) : Denise Dorcet
- 1952 :  You for Me (en) de Don Weis : Lucille Brown
- 1952 :  Tu es à moi (Because You're Mine) : Francesca Landers
- 1952 :  Le Mystère du château noir (The Black Castle : Elga Von Bruno
- 1953 : French Line : Celeste
- 1956 : G.E. Summer Originals